# Raionul Rîbnița
Raionul Rîbnița (în rusă Рыбницкий район, în ucraineană Рибницький район) este unul din cele 5 raioane constituente ale Transnistriei, regiunea la est de Nistru a Republicii Moldova. Reședința sa este orașul omonim Rîbnița.

## Populație
În 1989 populația era de 34.400 locuitori, lăsând la o parte centrul administrativ Rîbnița, structura etnică fiind următoarea: 42% erau moldoveni, 50% ucraineni, 8% ruși, restul fiind bulgari, găgăuzi, evrei, bieloruși, polonezi și germani.
Conform recensământului din 2004, populația raionului era de 92.800 locuitori din care 34,2% trăia în mediu rural în circa 46 de sate, în timp ce 65,8% trăia în mediu urban. Ucrainenii sunt majoritari relativ, dar nu-i depășesc numeric pe români decât cu circa 1-2 %.
Zonele majoritar românești sunt grupate în nord, în zona de la Broșteni la Stroiești și în sud între Lenin, Butuceni și Mihailovca.

### Structura etnică
| Grup etnic         | Populație | % Procentaj* |
| ------------------ | --------- | ------------ |
| Ucraineni          | 37.554    | 45,41%       |
| Moldoveni (Români) | 24.729    | 29,90%       |
| Ruși               | 14.237    | 17,22%       |
| Polonezi           | 528       | 0,64%        |
| Belaruși           | 428       | 0,52%        |
| Bulgari            | 309       | 0,37%        |
| Evrei              | 177       | 0,21%        |
| Germani            | 150       | 0,18%        |
| Găgăuzi            | 149       | 0,18%        |
| Armeni             | 81        | 0,10%        |
| Alții              | 4.373     |              |

## Personalități
- Zygmunt Miłkowski, scriitor și om politic polonez, născut la Sărăței.
- Anton Grigorievici Rubinstein, compozitor, pianist și dirijor rus de origine evreu, născut la Ofatinți.
- Petru Pascari, om politic din fosta RSS Moldovenească.
- Eugen Doga compozitor moldovean/român, născut la Mocra.